# Obereopsis tanganjicae
Obereopsis tanganjicae är en skalbaggsart som beskrevs av Stefan von Breuning 1957. Obereopsis tanganjicae ingår i släktet Obereopsis och familjen långhorningar. Inga underarter finns listade i Catalogue of Life.